# Atena Pashko
Atena-Svyatomira Vasylivna Pashko (en ucraniano: Атена-Святомира Василівна Пашко; 10 de octubre de 1931-20 de marzo de 2012) fue una ingeniera química, poetisa y activista social ucraniana en el movimiento por los derechos de Ucrania. Sus colecciones de poesía publicadas incluyen En las intersecciones, volumen 1 (1989), En la punta de la vela (1991) y La hoja de mi camino (2007).
Pashko fue la Presidenta de la Unión de Mujeres Ucranianas (1991) y se desempeñó como presidenta de la Fundación Internacional de Caridad «Viacheslav Chornovil» (1999). Puesta bajo detención administrativa durante la era soviética, más tarde fue recipiente de la Orden de la Princesa Olga y la Orden de la Libertad.

## Biografía
Atena Pashko nació el 10 de octubre de 1931, en la aldea de Bystrytsia, distrito de Drohobych, Voivodato de Leópolis, una unidad administrativa de Polonia entre guerras. Se graduó de la Universidad Nacional Forestal de Ucrania.
A finales de la década de 1960, fue perseguida y se le prohibió publicar sus obras por defender a figuras culturales ucranianas reprimidas. Se anunció una amonestación en su lugar de trabajo y se realizaron registros en su piso. En 1970, fue despedida por firmar una apelación ante el Corte Suprema de Ucrania, exigiendo que revocara la sentencia contra Verónica Morozova. Pashko estaba constantemente bajo vigilancia de la KGB. En diciembre de 1991, el congreso fundacional de la Unión de Mujeres Ucranianas se celebró en Kiev, y Pashko fue elegida presidenta de la Unión. Más tarde ocupó el título de Presidenta Honoraria. Después de la trágica muerte de su esposo, Viacheslav Chornovil, en un accidente automovilístico el 25 de marzo de 1999, Pashko continuó su misión política, e incluso fue llamada la guardiana del Movimiento Popular de Ucrania. Murió en Kiev el 20 de marzo de 2012 y fue enterrada junto a su marido en el Cementerio de Baikove.

## Legacía
La calle Atena Pashko en Búchach lleva su nombre en su honor.

## Premios ucranianos
- 18 de agosto de 1997, Orden de la Princesa Olga, 3ª clase, por su destacada contribución personal al renacimiento espiritual de Ucrania, la solución de los problemas de las familias, las mujeres y los niños, las actividades profesionales y sociales en beneficio del pueblo ucraniano.[7]
- 18 de noviembre de 2009, Orden de la Libertad, por su destacada contribución personal a la defensa de la idea nacional, la formación y el desarrollo del Estado ucraniano independiente, y las actividades políticas y sociales.[8]